# Napule è/Na tazzulella 'e cafè
Napule è/Na tazzulella 'e cafè  è un singolo di Pino Daniele; entrambe le tracce provengono dal suo album di esordio Terra mia (1977). Il brano Napule è aprì le porte a Daniele per il suo debutto televisivo, che avvenne nell'estate 1977 nel Programma Auditorio A con l'orchestra dell'Auditorium Rai di Napoli diretta da Pino Presti.

## Napule è
L'arrangiamento della canzone venne curato da Antonio Sinagra ed è l'unico brano dell'album a non essere stato arrangiato dallo stesso Pino Daniele.
Il testo della canzone parla delle contraddizioni e della difficile realtà di Napoli e della sensazione di indifferenza e di rassegnazione per questa situazione.

## Tracce
LATO A
1. Napule è – 3:47 (Pino Daniele; edizioni musicali La voce del padrone)

LATO B
1. 'Na tazzulella 'e cafè – 3:22 (Pino Daniele; edizioni musicali La voce del padrone)

## Formazione
- Pino Daniele - voce, chitarra classica, chitarra acustica, chitarra elettrica, mandola, mandolino
- Piero Montanari - basso
- Roberto Spizzichino - batteria
- Amedeo Forte - pianoforte
- Luca Vignali – oboe (traccia 1)
- Antonio Sinagra – arrangiamento strumenti ad arco (traccia 1)

## Classifiche
| Classifica (2015) | Posizione massima |
| ----------------- | ----------------- |
| Italia            | 5                 |